# エンジェル・ダウン
『エンジェル・ダウン』（Angel Down）は、カナダ人のヘヴィメタル・シンガー、セバスチャン・バックが2007年に発表した、ソロ名義では初のスタジオ・アルバム。

## 解説
ロイ・Zがプロデュース、ソングライティング、演奏で参加しており、また、ロイ・Zと共にハルフォードのメンバーとして活動していたマイク・クラシアクとボビー・ジャーゾンベクもレコーディングに参加。「アメリカン・メタルヘッド」と「リヴ&ダイ」は、クラシアクを中心に結成されたペインミュージアムのアルバム『メタル・フォー・ライフ』（2004年）に収録されていた曲の再演であり、クラシアクによれば、セバスチャン・バックが同アルバムを気に入っていたことから、本作でもこれらの曲を取り上げることになったという。
「バック・イン・ザ・サドル」（エアロスミスのカヴァー）、「（ラヴ・イズ）ア・ビッチスラップ」、「スタック・インサイド」の3曲にアクセル・ローズがゲスト参加した。バック自身は、ローズとのコラボレーションをボブ・ディランのアルバム『ナッシュヴィル・スカイライン』におけるディランとジョニー・キャッシュの共演になぞらえている。
本作のジャケットには、バックの実父であるDavid Bierkが1990年に描いた絵画が使用されており、バックは自分の腕にこの絵のタトゥーを入れた。
本作は、アメリカのBillboard 200で191位、『ビルボード』のトップ・ヒートシーカーズでは1位に達した。

## 収録曲
1. エンジェル・ダウン "Angel Down" (Adam Albright, Sebastian Bach) – 3:48
2. ユー・ドント・アンダースタンド "You Don't Understand" (S. Bach, Roy Z) – 3:06
3. バック・イン・ザ・サドル "Back in the Saddle" (Steven Tyler, Joe Perry) – 4:19
4. （ラヴ・イズ）ア・ビッチスラップ ""(Love Is) a Bitchslap" (S. Bach, R. Z) – 3:08
5. スタック・インサイド "Stuck Inside" (Johnny Chromatic, Axl Rose) – 2:57
6. アメリカン・メタルヘッド "American Metalhead" (Mike Chlasciak) – 4:02
7. ネガティヴ・ライト "Negative Light" (S. Bach, M. Chlasciak, Steve DiGiorgio) – 4:33
8. リヴ&ダイ "Live & Die" (M. Chlasciak, Tim Clayborne) – 3:53
9. バイ・ユア・サイド "By Your Side" (S. Bach, R. Z) – 5:27
10. アワ・ラヴ・イズ・ア・ライ "Our Love Is a Lie" (S. Bach, M. Chlasciak, R. Z) – 3:20
11. テイク・ユー・ダウン・ウィズ・ミー "Take You Down with Me" (S. Bach, S. DiGiorgio) – 4:37
12. スタッビン・ダガーズ "Stabbin' Daggers" (S. Bach, J. Chromatic, Bobby Jarzombek) – 3:41
13. ユー・ブリング・ミー・ダウン "You Bring Me Down" (Ralph Santolla) – 3:16
14. フォーリング・イントゥ・ユー "Falling Into You" (S. Bach, Desmond Child) – 4:21

### 日本盤ボーナス・トラック
1. （ラヴ・イズ）ア・ビッチスラップ（ジョージ・マリノ・マスター） "(Love Is) a Bitchslap (George Marino Master)" (S. Bach, R. Z) – 3:06

## 参加ミュージシャン
- セバスチャン・バック - ボーカル
- マイク・クラシアク - ギター
- ジョニー・クロマティック - ギター
- スティーヴ・ディジョルジオ - ベース
- ボビー・ジャーゾンベク - ドラムス

アディショナル・ミュージシャン
- アクセル・ローズ - ボーカル(#3, #4, #5)
- ロイ・Z - ギター
- アダム・アルブライト - ギター(#1)
- エド・ロス - ピアノ、ストリングス(#9, #14)